# 26-й танковий полк (РФ)
26-й танковий Феодосійський ордена Олександра Невського полк (26 ТП) — тактичне формування Сухопутних військ Російської Федерації. Знаходиться у складі 47-ї танкової дивізії.

## Історія
Наприкінці 2021 року 26-й танковий ордена Феодосії Олександра Невського полк був відтворений на місці дислокації колишньої 6-ї окремої танкової бригади в селищі Муліно, Нижегородської области.
У березні 2022 року 26-й танковий полк вів бої у невстановленому місці Харківської області.
У лютому 2023 26-й танковий полк діяв на ділянці фронту Сватове-Куп'янськ.
У жовтні 2023 полк вів бої в напрямку Ягідне-Іванівка Куп'янського району.
На початку лютого 2024 року 26-й танковий полк намагався прорвати українську оборону у напрямку сіл Кислівка — Котлярівка у Куп'янському районі Харківської області для оточення українського угруповання у Степовій Новоселівці.